# Ulla-Britt Eklund
Ulla-Britt Eklund, senare Öberg, född 20 augusti 1934 i Stockholm, är en svensk simmare, som vid olympiska spelen i Helsingfors 1952 i finalen på 200 meter bröstsim nådde en sjundeplats. Hon ingick också i det lag på 4x100 meter frisim, som vid dessa spel kom på sjätte plats i finalen. 
Ulla-Britt Eklund var under tidigt 1950-tal Sveriges mest framträdande simmerska och vann SM-guld på 100 meter fjärilsim (långbana) fem gånger (1949, 1950, 1951, 1952, 1954) samt på kortbana 1953. På 200 meter fjärilsim (långbana) tog hon guld 1953. På 200 meter bröstsim (långbana) tog Eklund SM-guld 1951 och 1952 och på 100 meter bröstsim (kortbana) blev det SM-guld 1955. Eklund tog även åtta lagkappsguld på 4x100 meter i såväl frisim som medley för sin klubb SK Neptun.
Ulla-Britt Eklund var unik såtillvida, att hon höll svensk toppklass i hela tre simsätt, fjäril-, bröst- och frisim och under åren 1949-1955 tog hon sammanlagt 22 SM-titlar.
I SK Neptuns lag på 4x100 meter medley, som under flera år var ograverat, simmade Ulla-Britt Eklund tillsammans med Anna-Stina Wahlberg, Ruth Wester och Maud Berglund och i laget på 4x100 meter frisim med Ingegerd Lindfeldt,  Marianne Lundquist och Maud Berglund.
Ulla-Britt Eklund debuterade som 14-åring vid SM i Karlskrona 1949 och blev mästare på 100 meter fjärilsim och på lagkappen i medley 4x100 meter. Hon avslutade sin elitkarriär efter europamästerskapen i Turin 1954, men är fortfarande aktiv simmerska vid masters-VM.
1951 tilldelades hon Stora grabbars och tjejers märke.